# Monica Dawson
Monica Dawson egy kitalált szereplő a Hősök (Heroes) című televíziós sorozatban, akit Dana Davis alakít. A New Orleansban élő Monica nagyanyja, Nana Dawson Paulette Hawkins testvére, így Monica rokonságban áll D.L. Hawkinsszal és Micah-val is.
Monica először a „The Kindness of Strangers” című epizódban tűnik fel, amely a sorozat második évadának negyedik része.
|  | Alább a cselekmény részletei következnek! |

Monica régi álma az, hogy egyetemre járhasson és otthagyhassa New Orleans-i reménytelenek tűnő, egyszerű életét. Előrelépését gátolja családi háttere és anyagi helyzete. Szülei már nem élnek, öccsével Damonnal együtt a nagyanyjával él.
Monica életét felforgatja, hogy felfedezi, különleges képessége van. Monica képessége az, hogy fotografikus reflexekkel rendelkezik. Ennek segítségével gyakorlás nélkül leutánoz bármilyen mozgást, amit előtte megfigyelt.